# La Tosca (film, 1973)
Pour plus de détails, voir Fiche technique et Distribution.
La Tosca, aussi connu en français sous le titre Une Tosca pas comme les autres, est un film italien réalisé par Luigi Magni sorti en 1973. Le scénario est tiré de la pièce de théâtre homonyme de Victorien Sardou.

## Synopsis
En juin 1800, l'armée de Napoléon Bonaparte menace de conquérir l'Italie et les États pontificaux. Rome craint la corruption, surtout parmi le clergé, déterminé à conserver ses privilèges et à exploiter le peuple pauvre et ignorant.
Évadé du château Saint-Ange, le fugitif Cesare Angelotti, un patriote qui a combattu la corruption des cardinaux, trouve refuge chez son ami le peintre Mario Cavaradossi. Le baron Scarpia de la police pontificale le traque jusque chez le peintre. Il remarque dans l'atelier la similitude entre le portrait de Maria Magdalena, sur lequel travaille Cavaradossi, et la comtesse Attavanti. Peu après, il dupe Floria Tosca, la maîtresse de Cavaradossi, en lui faisant croire que son amant la trompe. La femme, entraînée par Scarpia, se rend à l'atelier de Cavaradossi, espérant surprendre Cesare avec une femme, mais elle le trouve en compagnie d'Angelotti. Réalisant qu'elle a été trompée, Tosca fait de son mieux pour sauver son amant, mais il est trop tard. Scarpia arrive avec ses sbires sur les lieux et surprend Angelotti, qui se suicide pour éviter d'être capturé.
Scarpia arrête alors le peintre pour haute trahison, une offense capitale. Le baron fait chanter Tosca : il fera libérer le peintre si elle cède à ses avances sexuelles. Elle semble accepter, mais poignarde Scarpia. Cavaradossi est exécuté, et Tosca, désespérée, se jette du haut des remparts.

## Fiche technique
- Titre original : La Tosca
- Titre français : La Tosca ou Une Tosca pas comme les autres
- Réalisation : Luigi Magni
- Scénario : Luigi Magni, d'après la pièce La Tosca de Victorien Sardou
- Décors : Lucia Mirisola et Dario Cecchi
- Costumes : Lucia Mirisola
- Photographie : Franco Di Giacomo
- Son : Mario Turci, Tonino De Padova et Tonino Testa
- Montage : Ruggero Mastroianni
- Musique : Armando Trovajoli
- Producteurs : Franco Committeri et Ugo Tucci
- Pays d'origine :  Italie
- Langue originale : italien
- Genre : Drame musical
- Durée : 104 minutes
- Date de sortie :
- Italie : 23 mars 1973

## Distribution
- Monica Vitti : Floria Tosca
- Gigi Proietti : Mario Cavaradossi
- Umberto Orsini : Cesare Angelotti
- Vittorio Gassman : Scarpia
- Aldo Fabrizi : Le gouverneur
- Fiorenzo Fiorentini : Spoletta
- Gianni Bonagura (en) : Sciarrone
- Ninetto Davoli : Ussaro Nero
- Marisa Fabbri : La reine de Naples
- Goffredo Pistoni: le sacristain
- Alvaro Vitali : un clochard
- Gino Rocchetti
- Lorenzo Piani